# Tricholosporum atroviolaceum
Tricholosporum atroviolaceum là một loài nấm trong họ Tricholomataceae.

## Phân loại
Loài này ban đầu được nhà nấm học người Mỹ William Alphonso Murrill miêu tả như là Gymnopus atroviolaceus vào năm 1938, dựa trên bộ sưu tập thực hiện tại Gainesville, Florida. Nó được Tim Baroni xếp vào chi Tricholosporum năm 1982.